# Tomas Odencrantz
Tomas Odencrantz, tidigare Rhyzelius, född 27 september 1723 i Linköpings församling, Östergötlands län, död 27 januari 1773 i Linköping, var en svensk kammarherre.

## Biografi
Tomas Odencrantz föddes 1730 i Linköping. Han var son till biskopen Andreas Rhyzelius i Linköpings stift och Catharina Ihre. Odencrantz blev 30 juni 1733 student vid Uppsala universitet.  Han blev 22 maj 1743 extra ordinarie kanslist i Riksarkivet, 22 maj 1745 kanslist i Kanslikollegium, 4 februari 1745 hovjunkare och 16 december 1761 kammarherre. Odencrantz avled 1773 i Linköping.

## Egendom
Odencrantz ägde Vårdsberg i Vårdsbergs socken.